# Набережная Александра Матросова (Великие Луки)
Набережная Александра Матросова — улица (набережная) в городе Великие Луки. Названа в честь Героя Советского Союза Александра Матвеевича Матросова. Расположена в заречной части города между двумя площадями: Александра Матросова и Юбилейной. Набережная проходит вдоль левого берега реки Ловать от улицы Розы Люксембург до Юбилейной площади. Пересекается с проспектом Ленина в районе моста через Ловать. В настоящее время застроена только левая сторона улицы. Между набережной и левым берегом реки Ловать находится на городской парк культуры и отдыха.

## История
Одна из древнейших улиц города. В 1790 году получила название Покровская, по расположенной вблизи одноимённой церкви. После Октябрьской революции Покровская улица была переименована в Школьную. Решением исполкома городского совета от 6 августа 1953 года, в связи со 125-летием русского писателя Л. Н. Толстого, Школьная улица была переименована в улицу Льва Толстого. 13 августа 1964 года, как примыкающая к памятнику А. Матросову, улица Льва Толстого переименована в набережную Александра Матросова. В свою очередь бывшая улица Александра Матросова, находящаяся в центральной части города, была переименована в улицу Льва Толстого.

## Здания и сооружения

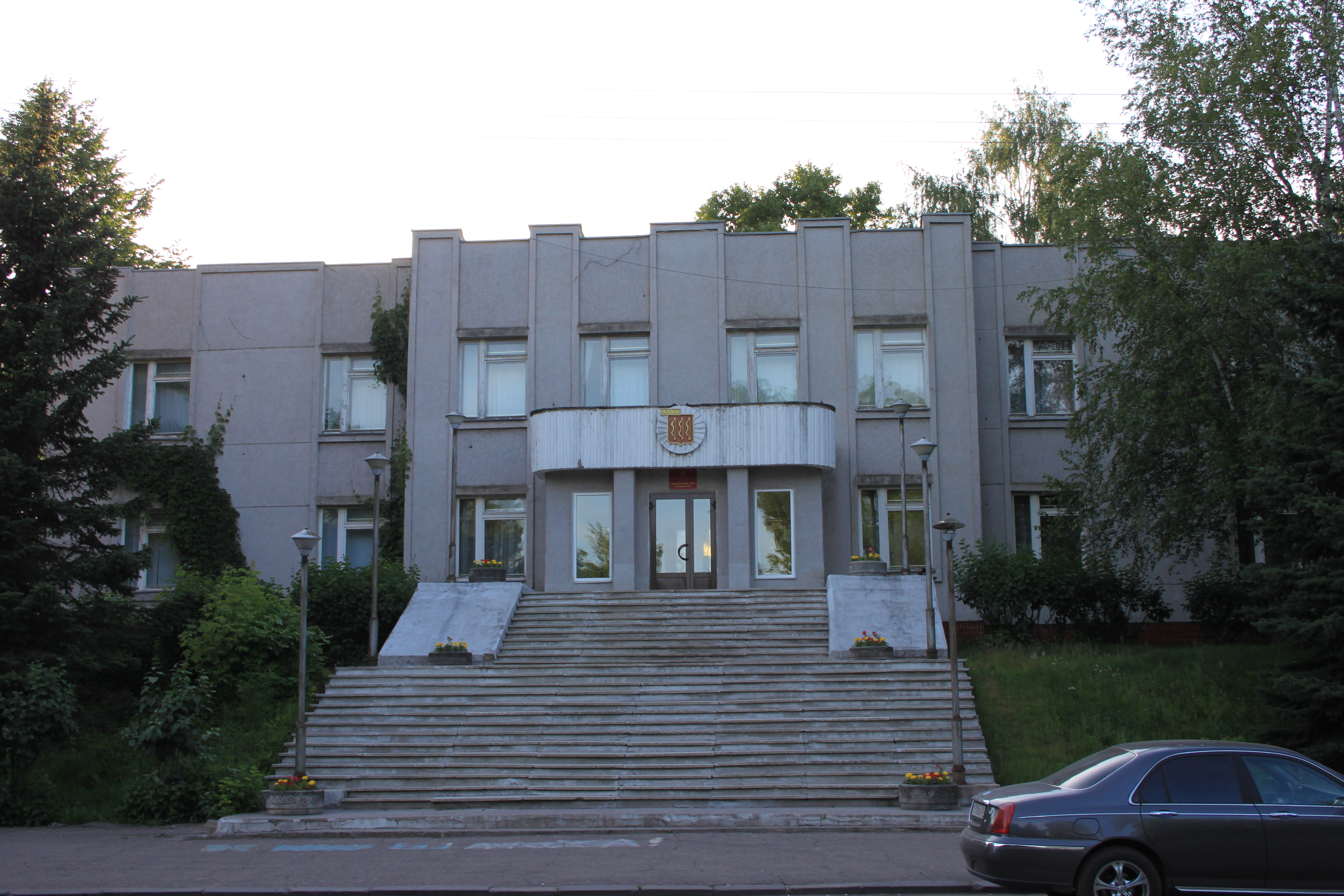
Дворец бракосочетаний

Памятник Александру Матросову

Корпуса Великолукской государственной сельскохозяйственной академии
- Корпус № 2 (наб. А. Матросова, 1/2).
- Общежитие № 1 (наб. А. Матросова, 2/20).
- Корпус № 3 (наб. А. Матросова, 3/27).

Государственные учреждения
- Дворец бракосочетаний (наб. А. Матросова, 5)[1].

Жилые здания
- Пятиэтажный жилой дом (наб. А. Матросова, 4) — построен в 1964 году[2].
- Пятиэтажный жилой дом (наб. А. Матросова, 6/1) — построен в 1963 году[3].

## Достопримечательности
- Памятник Александру Матросову — установлен на могиле героя на одноимённой площади. Торжественное открытие состоялось 25 июля 1954 года[4].
- Памятная доска профессору И. А. Стебуту — установлена на фасаде дома № 1/2[5].
- Мемориальная доска Герою Советского Союза А. Матросову — установлена на фасаде дома № 2/20[5].
- Памятный знак в честь первого летописного упоминания города Великие Луки — находится на Юбилейной площади[6].

## Транспорт
По набережной Александра Матросова не проходят маршруты общественного транспорта. Ближайшая остановка "Кинотеатр «Родина» находится на проспекте Ленина.
- Автобус № 6, 9, 13
- Маршрутное такси № 1, 1а, 2, 2а, 4, 4б, 5, 11, 12а, 19, 26, 59